# New Gold Dream (81/82/83/84)
New Gold Dream (81-82-83-84) — пятый студийный альбом шотландской рок-группы Simple Minds, выпущенный 13 сентября 1982 года на лейбле Virgin и стал для коллектива поворотным в карьере, ознаменовавший собой коммерческий успех на родине и континентальной Европе. Пластинка заняла 3-е место в UK Albums Chart. Успеху лонгплея сопутствовали 3 сингла (двое из которых попали в топ-20 UK Singles Chart) — Promised You a Miracle (13-е место), Glittering Prize (16-е место) и Someone Somewhere in Summertime (36-е место).

## Об альбоме
Первый серьёзный успех предыдущего двойного альбома Sons and Fascination/Sister Feelings Call и удачное турне по Австралии совместно с группой Icehouse подтолкнули группу на написание материала для следующего альбома. Первой песней стала Promised You a Miracle, которая была придумана во время возвращения музыкантов из Австралии и выпущена в качестве первого сингла из альбома. Вскоре после релиза, началась работа над новой пластинкой, которая стала для нового барабанщика (пока ещё сессионного) — Мэла Гейнора дебютной в составе Simple Minds, который сыграл на 6 из 9 треков на альбоме (в дальнейшем он продолжит сотрудничество с группой как официальный участник). В записи остальных 3 песен были привлечены двое других ударников — Майк Оглетри и Кенни Хайслоп.
В целом, лонгплей продолжает направление начатое в Sons and Fascination/Sister Feelings Call, но имеет более сглаженную и мягкую стилистику, что способствовало достижению ещё большего коммерческого успеха. Музыкально альбом является типичным представителем направления новая романтика и напоминает нечто среднее между Duran Duran начала 80-х, U2 за счет гитарных ходов Чарли Берчилла в песне New Gold Dream и Roxy Music своим местами «воздушным» (хоть и низким) вокалом. Помимо этого, на пластинке присутствует влияние арт-рока при участии джазового музыканта Херби Хэнкока (он исполнил соло на клавишных в коде песни) и фанка благодаря партиям бас-гитариста Дерека Форбса.
Продюсированием альбома на этот раз занялся Питер Уолш (ранее работал с Spandau Ballet, Peter Gabriel, Heaven 17 и др.), сотрудничавший ранее с музыкантами при микшировании сингла Sweat in Bullet из предыдущего альбома. В целом, группа осталась довольна. Вокалист группы Джим Керр позднее в интервью 2012 года Девиду Стаббсу отмечал, что «все, что они тогда-бы не пробовали — все работало» :

«Не было никаких споров. Мы были влюблены в то, что делали играя музыку и слушая ее. В жизни не всегда все происходит так, как вы хотите.»
Оригинальный текст (англ.)"There were no arguments. We were in love with what we were doing, playing it, listening to it. You don't get many periods in your life when it all goes your way.” 

## Трек-лист
Все треки написаны и записаны Simple Minds
| №  | Название                                                    | Длительность |
| -- | ----------------------------------------------------------- | ------------ |
| 1. | «Someone Somewhere In Summertime»                           | 4:35         |
| 2. | «Colours Fly And Catherine Wheel»                           | 3:49         |
| 3. | «Promised You A Miracle»                                    | 4:26         |
| 4. | «Big Sleep»                                                 | 4:59         |
| 5. | «Somebody Up There Likes You (инструментальная композиция)» | 4:58         |
| 6. | «New Gold Dream (81-82-83-84)»                              | 5:40         |
| 7. | «Glittering Prize»                                          | 4:33         |
| 8. | «Hunter And The Hunted»                                     | 5:54         |
| 9. | «King Is White And In The Crowd»                            | 6:57         |

## Участники записи
Simple Minds
- Джим Керр — вокал
- Чарли Берчилл — гитара
- Майкл Макнилл — клавишные и программирование
- Дерек Форбз — бас-гитара

Сессионные музыканты
- Мэл Гейнор — ударные (треки 1, 4, 6-9)
- Майк Олгетри — ударные (треки 2, 5, 6)
- Кенни Хайслоп — ударные (трек 3)
- Шерон Кэмпбелл — голос (треки 1, 7)
- Херби Хэнкок — соло на клавишных (трек 8)